# UK Video Charts
UK Video Charts  är en grupp med listor, sammansatta av Official Charts Company på uppdrag av British Video Association. Listan baseras på veckans DVD- och VHS-försäljningar hos 6 500 handlare runt om i Storbritannien. Den har inget med speltid i radio att göra. På huvudlistan samlas alla videor sålda i Storbritannien under namnet Combined Video Chart. Det finns också särskilda listor för sålda musikvideoer (Music Video Chart) samt barnvideor. Alla listor publiceras på OCC:s webbplats.